# 都井岬

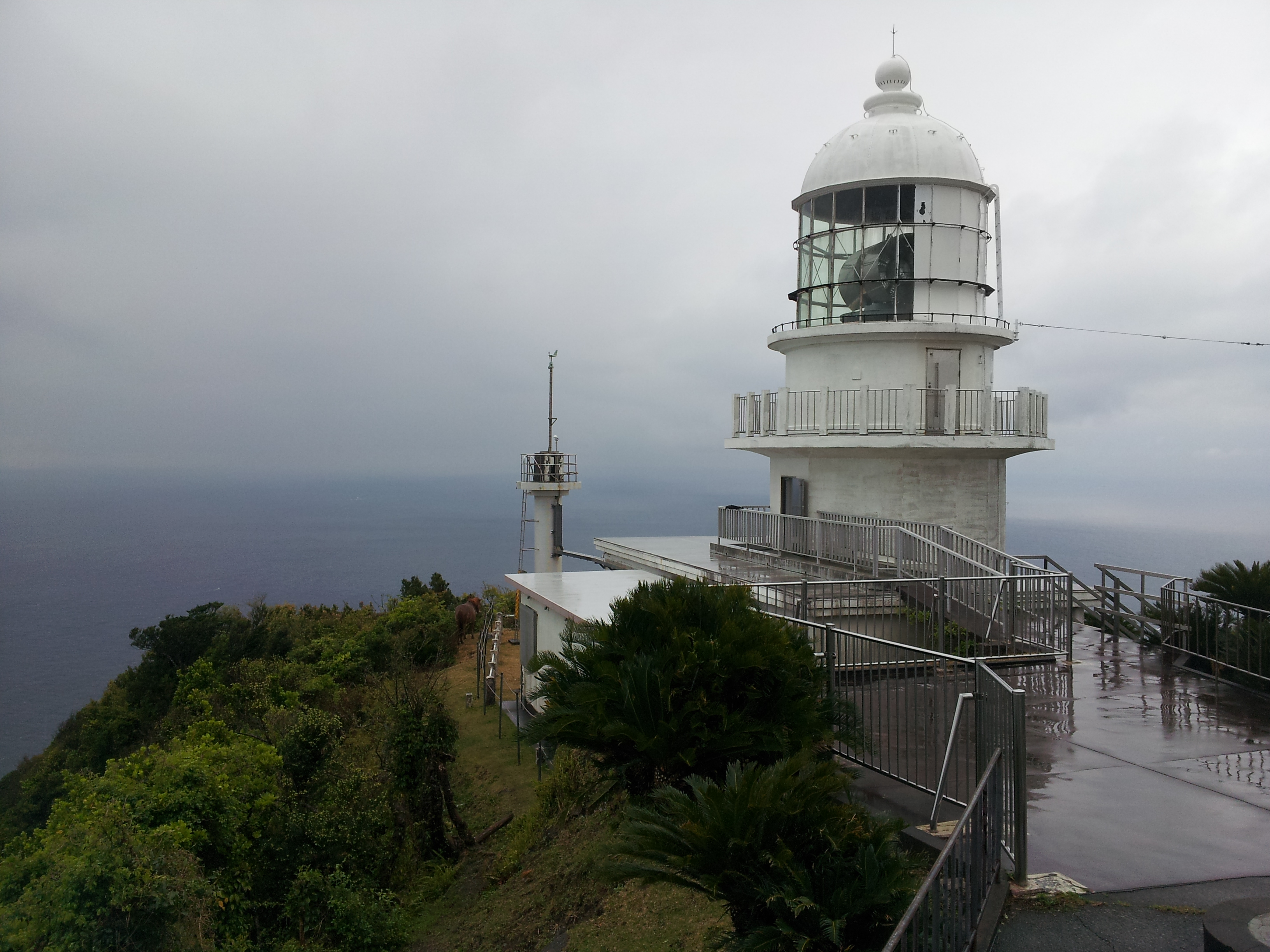
都井岬灯台

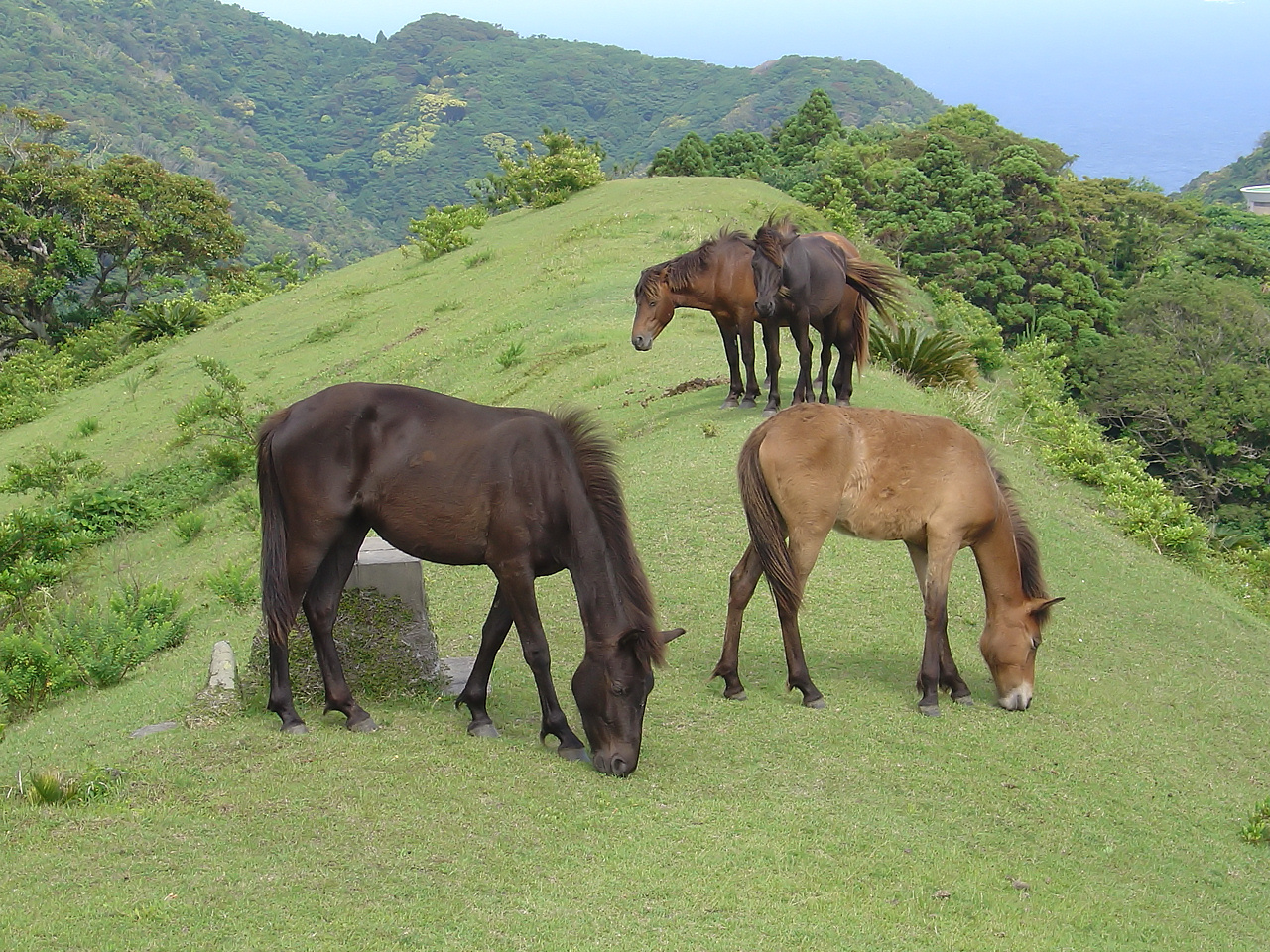
岬馬

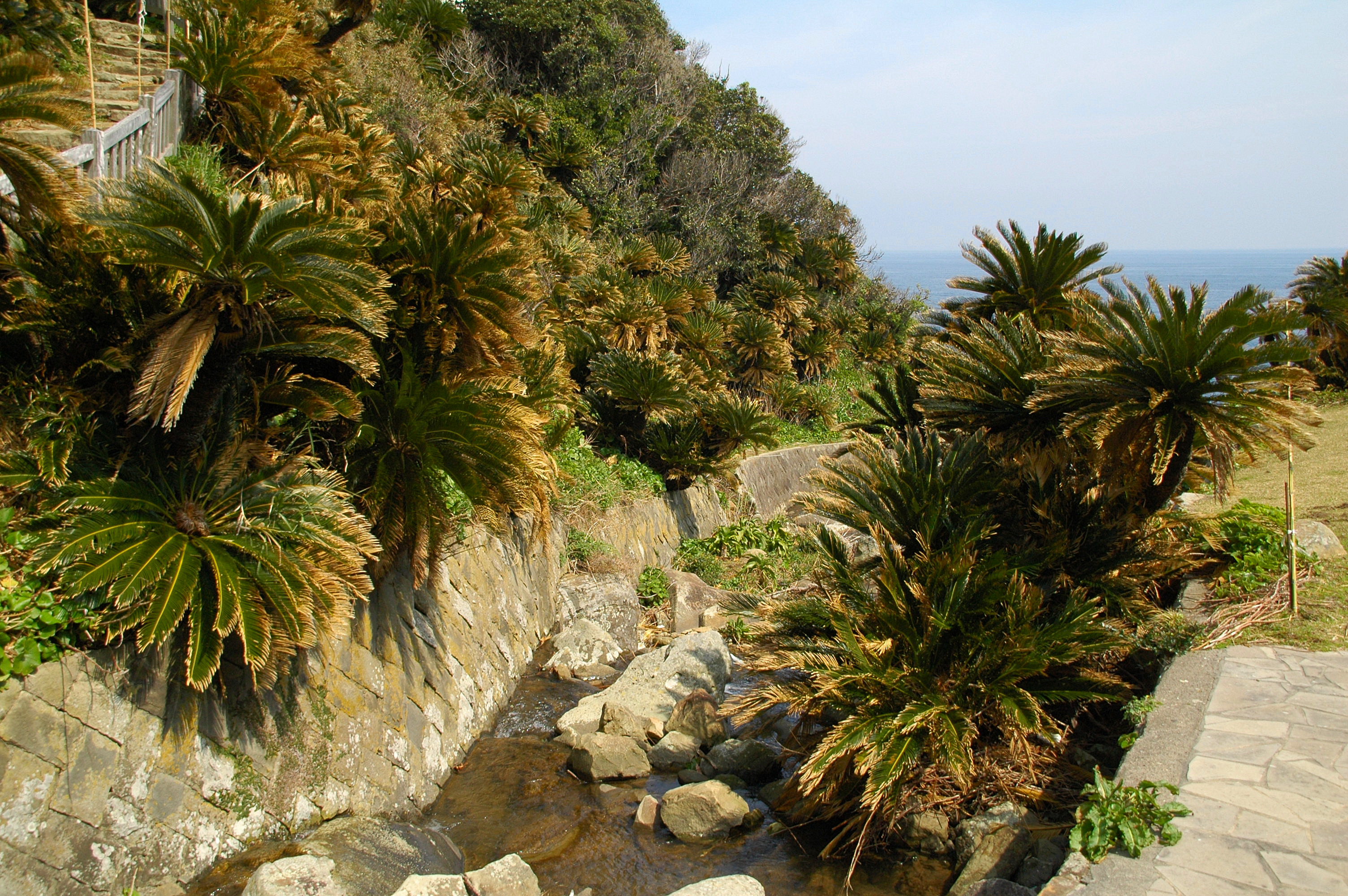
都井岬ソテツ自生地

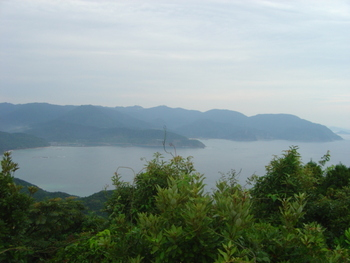
都井岬から見た日向灘、日南、宮崎方向

都井岬（といみさき/といのみさき）は、宮崎県串間市大納に属し、太平洋に面する岬。志布志湾の東端かつ日向灘の南端。

## 概要
砂岩及び泥岩が互層となった山地が突出し、周囲は絶壁となっている。
野生の御崎馬が棲息することで知られ、「岬馬およびその繁殖地」として国の天然記念物に指定されている。この野生馬は江戸時代に高鍋藩が軍用馬飼育のため、放牧を始めたものが、後に半野生化したものである。

### 施設
御崎馬や岬についての展示・紹介を兼ね備えた休憩施設として都井岬観光交流会館 Pakalapaka（パカラパカ）がある。
岬の東部に位置する都井岬灯台は海抜255mに位置し、高さ15m、光達37海里。1929年（昭和4年）点灯。一般公開もしている参観灯台。日本の灯台50選にも選ばれている。灯台に立てば、270度の太平洋の展望が楽しめる。なお、この都井岬から見える小島が、イモを洗う猿で有名な幸島である。
2007年（平成19年）12月、串間商工会議所青年部がギネス挑戦企画として都井岬に高さ18mを超える巨大門松を設置し翌年2月まで展示。
2010年（平成22年）3月1日に、都井岬観光ホテルが閉館。同年4月24日に閉館した都井岬観光ホテルの1Fと2Fを活用し「岬の駅 都井岬」としてオープンしたが後に閉館。
2017年（平成29年）に、都井岬観光ホテルの建物が取り壊された。
2020年（令和2年）4月1日、都井岬観光ホテル跡地に、都井岬観光交流会館 PAKALAPAKAがオープンした。前日の3月31日に閉館した都井岬ビジターセンターの機能も引き継いでいる。

## 交通
- JR九州日南線串間駅より串間市コミュニティバス都井岬線。
  - かつては宮崎市内からの直通バスも存在した。
- 宮崎県道36号都井岬線